# 聖方濟各英文小學
聖方濟各英文小學（英語：St. Francis of Assisi's English Primary School）是一所私立天主教的男女文法小學，位於九龍深水埗區石硤尾。校內設有聖堂聖方濟各堂（舊稱聖五傷教堂）。

## 校政管理
歷任校監
- 韓崇禮 神父[9]
- 陳德雄 神父[10]
- 丁德貞 女士

歷任校長
- 黃頴儀 女士[9]
- 梁偉才 先生[10]
- 劉偉明 先生
- 譚嘉明 女士

歷任副校長
- 譚嘉明 女士
- 黃仲強 先生

## 歷史

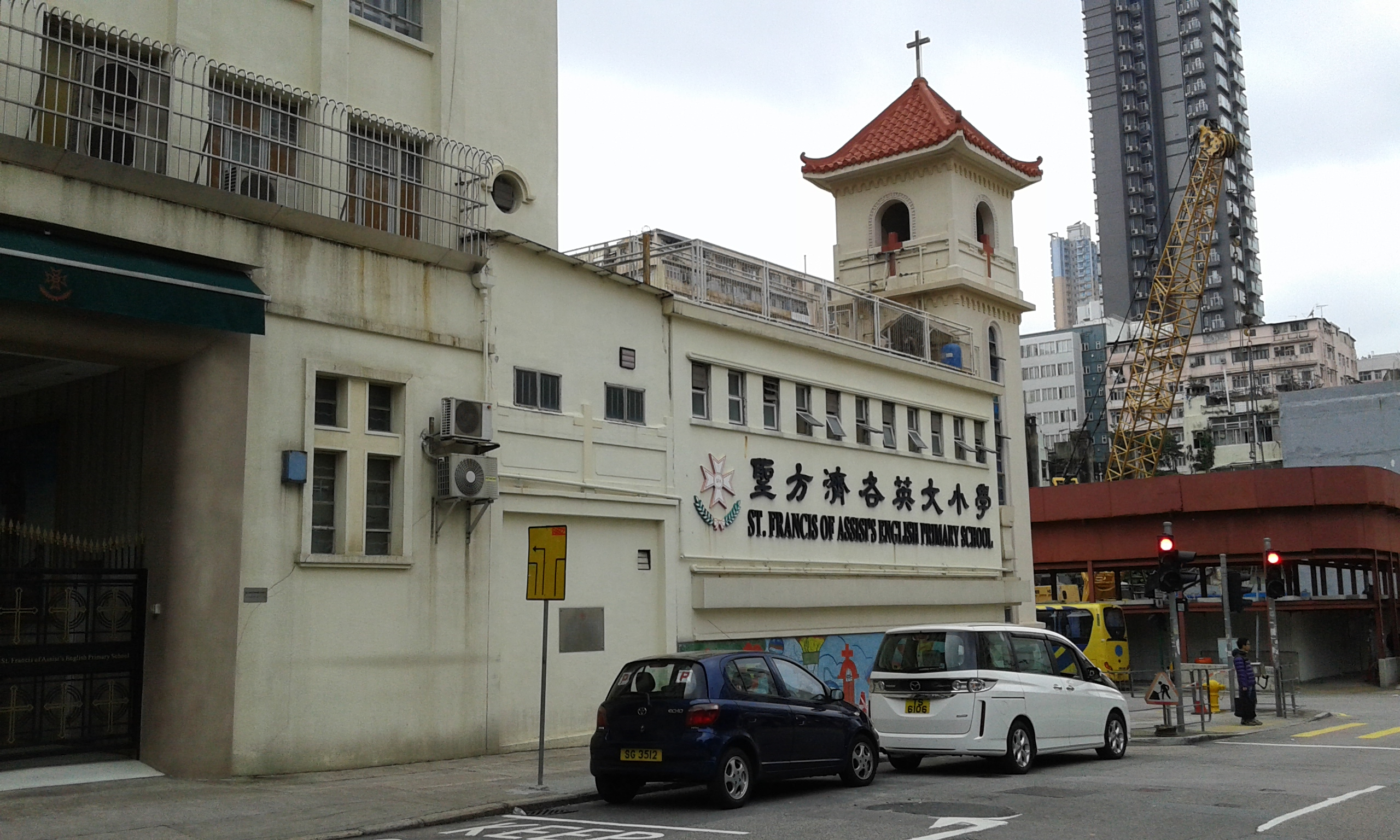
聖方濟各英文小學校舍外側

於1955年創立，曾經與1962年創立名為聖方濟各英文小學下午中文部的聖方濟愛德小學（英文：St. Francis of Assisi's Caritas School）共用校舍，直至1999年9月聖方濟愛德小學遷往石硤尾南昌街221號為止。兩校同時轉為全日制學校。

## 課程及收生
該校採用英文教學，小三以上必須修讀法文或日文。該校為私立學校，不受政府校網限制，可自由收生。全校有24班。2024-2025 年度學費為每年港幣54,900元。
該校全面使用電子教學，學生於小三須購買 iPad。

## 著名/傑出校友
政商界
- 黃景強：第十二屆全國政協委員及澳門大學創辦人（小五）[15]
- 謝偉俊：香港立法會議員和前灣仔區議會議員
- 聶德權：曾擔任香港公務員事務局局長、政制及內地事務局局長和食物及衞生局常任秘書長。現時在港大任教。[16]
- 陳家洛：前香港立法會議員
- 楊海成：香港政治人物、英皇集團前副主席及董事總經理、香港利高集團與澳門實德主席、全國政協委員（1966年小六）[17]
- 利瀚庭：香港政治人物、前深水埗區議會議員
- 姚松炎：香港政治人物、學者、前香港立法會議員
- 羅兆輝：香港已故商人、綽號「神童輝」

演藝界
- 崔建邦：香港男藝人
- 王宗堯：香港男藝人
- 陳詠謙：香港填詞人
- 蔡繼光：香港電影導演
- 陳志雲：香港資深傳媒人
- 葉振聲：香港男演員及配音員 (小一)[註 1]
- 李恩霖：香港電影監製、財務總監（小一至小五）[18]
- 于逸堯：香港作曲及填詞人
- 區偉麟：香港男藝人[19]
- 鄧凱文：香港電視女藝人

傳媒、教育界
- 黃天頤：香港電台第二台節目主持[20]
- 吳其彥：香港浸會大學計算機科學系教授 (1975年)[21]
- 梁兆棠：前香港教育工作者聯會黃楚標學校校長及前離島區議員（1968年小六）[22]

醫學界
- 劉澤星：香港大學李嘉誠醫學院院長

宗教界
- 陳慎芝：香港傳道人、香港十大傑出青年

## 交通
| 交通路線列表              |
| ------------------------- |
| 港鐵 - █ 觀塘綫：石硤尾站 |

## 學校設施
- 該校佔地面積約2000平方米，擁有一個禮堂和兩個操場[23]。

## 外部連結
- 聖方濟各英文小學-網頁 （页面存档备份，存于）